# Serra d'Espadà
La serra d'Espadà és un massís muntanyós situat als últims estreps orientals del Sistema Ibèric, al nord-oest del País Valencià. Gran part de la serra forma el Parc Natural de la Serra d'Espadà.

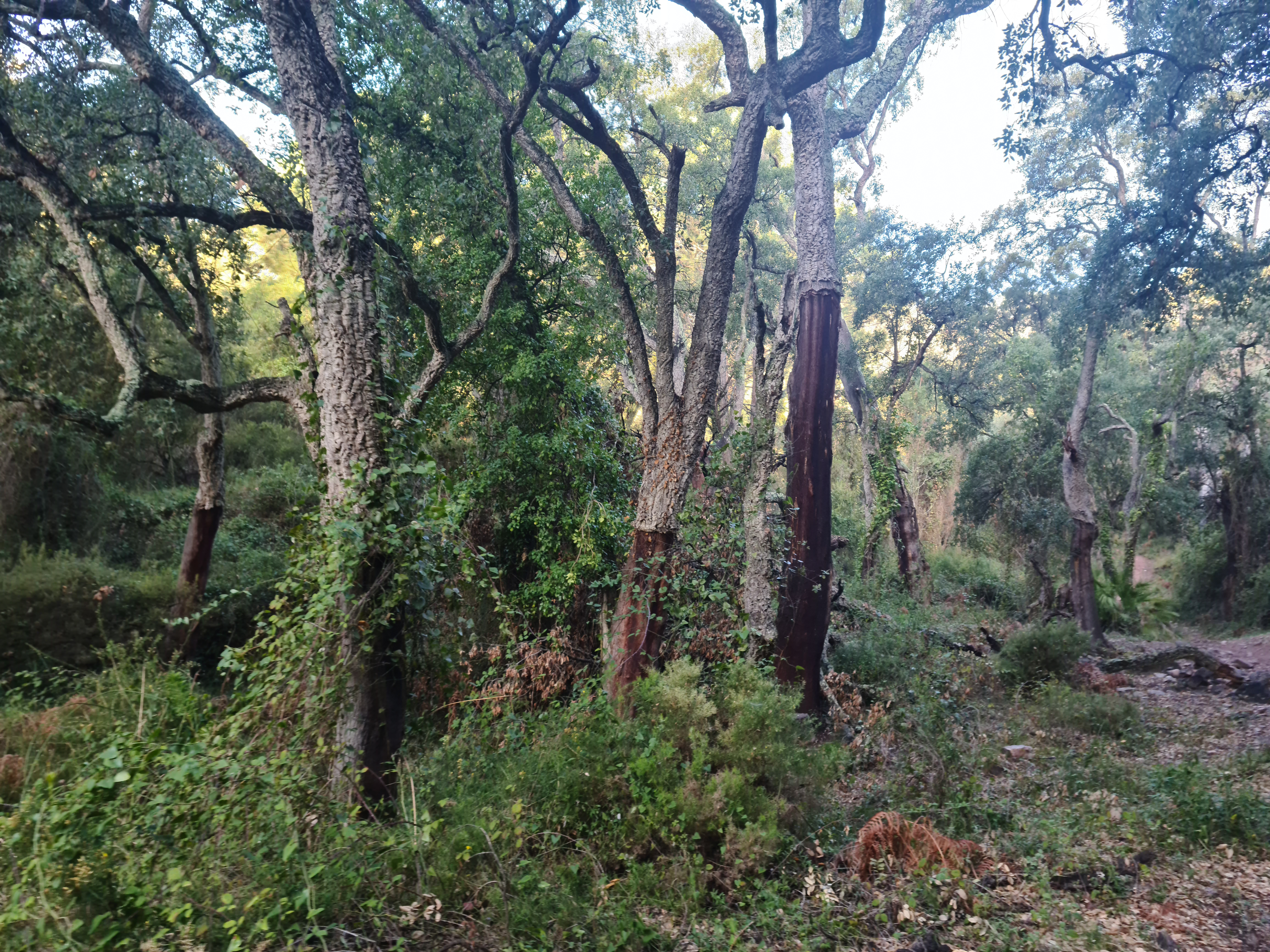
Surera de la Serra d'Espadà.

Localitzada entre les comarques de l'Alt Millars, Alt Palància i la Plana Baixa, la serra d'Espadà discorre entre les conques dels rius Millars i Palància, al sud de la província de Castelló. A la serra d'Espadà, hi ha restes d'antigues neveres que servien per a emmagatzemar la neu, castells musulmans, naixements de petits rius i diverses fonts. La neu es traslladava després a les grans ciutats per a després ser utilitzada en usos gastronòmics i medicinals. Declarada parc natural, és un dels espais naturals millor conservats de tot el País Valencià. La serra d'Espadà és coneguda per les seues innombrables fonts, barrancs i frondosos boscos d'alzines sureres (Quercus suber), que donen nom al poble de Suera.

## Flora
Les condicions climàtiques, geològiques i edàfiques fan que, entre les espècies més representatives de la flora de la serra d'Espadà, figuren endemismes que sols allí podem trobar.
Les alzines sureres, una de les espècies més interessants del País Valencià, representen la vegetació potencial en sòls silicis. L'alzina surera té la peculiaritat d'oferir resistència al foc, la qual cosa li confereix un gran valor ecològic. La seua resistent escorça, el suro, convenientment explotat, constitueix un recurs econòmic per a les poblacions de la serra.
Junt amb les alzines sureres, o bé formant masses boscoses, trobem el pinastre (Pinus pinaster), utilitzat en l'antiguitat per a l'extracció de resines. Es caracteritza per presentar acícules o pinyes de mida més gran que les del pi blanc (Pinus halepensis), que també trobarem compartint sòls calcaris amb les alzines.
Altres espècies dignes de menció en són els matolls o matollars formats per diverses espècies del gènere Cistus —com l'estepa blanca (Cistus albidus)—, brucs (Erica arborea), càdecs (Juniperus oxycedrus) i matapolls (Daphne gnidium). També hi apareixen arbres o arbusts d'interés, com són el reboll o roure reboll (Quercus pyrenaica), el teix (Taxus baccata), el grèvol (Ilex aquifolium), el castanyer (Castanea sativa), l'auró (Acer monspesulanum, Acer granatense), el roure valencià o de fulla petita (Quercus faginea), l'avellaner (Corylus avellana), el server (Sorbus torminalis), el freixe (Fraxinus angustifolia) i l'arborcer (Arbutus unedo).
La serra presenta espècies de gran interés científic o biogeogràfic, entre les quals destaquen endemismes valencians com la bracera (Centaurea paui), el clavellet de roca (Minuartia valentina), l'herba de llunetes (Biscutella calduchii) i d'altres com el pericó de sureda (Hypericum androsaemum) i la ginesta de sureda (Cytisus villosus), així com gran quantitat de falgueres.

## Fauna
La fauna d'esta serra és resultat de la diversitat de paisatges i ambients que conté.
Començant pels amfibis, s'hi poden trobar diverses espècies com el gripau comú (Bufo bufo), el gripau corredor (Bufo calamita) i el gripau d'esperons (Pelobates cultripes). Però l'espècie més interessant n'és l'ofegabous (Pleurodeles waltl) o "venancio", que troba el seu hàbitat en aigües tranquil·les i en algunes basses de rec.
Els rèptils hi són representats per diverses espècies com el fardatxo (Lacerta lepida), la sargantana cuallarga (Psammodromus algirus), la serp blanca (Elaphe scalaris) i la verda (Malpolon monspessulanus).
Quant a l'avifauna destaquen, sense dubte, les rapinyaires. L'escassa i amenaçada àguila de panxa blanca (Hieraaetus fasciatus) habita la serra i l'àguila serpera (Circaetus gallicus), l'àguila calçada (Hieraaetus pennatus) i l'astor (Accipiter gentilis) troben un hàbitat idoni a les masses boscoses. Entre les rapinyaires nocturnes, s'hi pot trobar el gamarús (Strix aluco), el mussol banyut (Asio otus), el duc (Bubo bubo) i el xot (Otus scops). Altres aus típiques d'esta serra són el gaig (Garrulus glandarius), el pica-soques blau (Sitta europaea), el pit-roig (Erithacus rubecula), el colltort (Jynx torquilla), el pinsà (Fringilla coelebs), l'oriol (Oriolus oriolus), etc.
La mastofauna és representada, entre d'altres, pel porc senglar (Sus scrofa), la farda, la rabosa (Vulpes vulpes), la fagina (Martes foina), la geneta (Genetta genetta) i el teixó (Meles meles).
Finalment, cal mencionar que hi ha unes 16 espècies de ratpenats, algunes de les quals estan en greu perill d'extinció.

## Parc natural

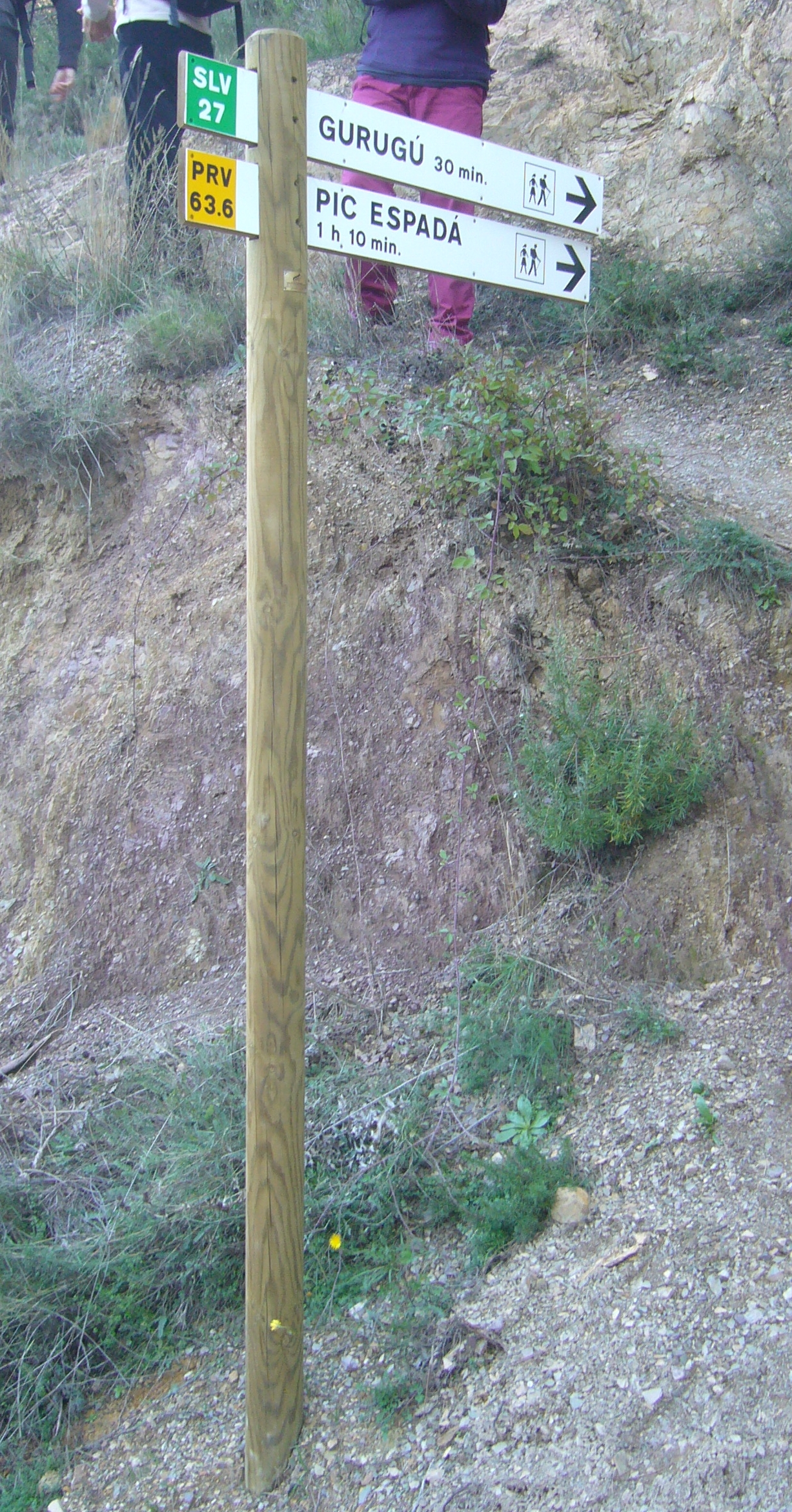
Rètol informatiu al pic d'Espadà.

La serra d'Espadà va a ser declarada Parc Natural pel Govern Valencià mitjançant el Decret 161/1998 de 29 de setembre.
La superfície declarada com a parc ocupa unes 31.000 ha. Les muntanyes més altes són el pic Espadà 1.099 m., el de la Ràpita 1.103 m. i l'Alt del Pinar 1.101 m. En total, uns 1.200 quilòmetres quadrats, 120.000 hectàrees, tot englobant 40 pobles que tenen el terme en l'esmentat territori. Es tracta de l'Espai Natural Protegit de major extensió de tot el País Valencià. Dels 19 municipis implicats, 11 tenen tot el seu terme municipal dins dels límits del parc natural (Aín, L'Alcúdia de Veo, Almedíxer, Assuévar, Xóvar, Eslida, les Fonts d'Aiòder, Figueres, Pavies, Torralba i Vilamalur); mentre que els 8 restants (Alfondeguilla, Algimia d'Almonesir, Artana, Aiòder, Matet, Suera, Tales i La Vall d'Almonesir) sols hi estan inclosos parcialment.